# Oligoisotricha bubali
Oligoisotricha bubali is een eencellige trilhaardiertje, uit het geslacht van Oligoisotricha, dat voorkomt in het maag-darmstelsel van herkauwers. Het is in 1924 voor het eerst omschreven door Dogiel in de pens van Russische waterbuffels. Dogiel deelde het trilhaardiertje bij het geslacht Isotricha. Toen het in 1981 weer werd aangetroffen, ditmaal door Imai in Taiwanese waterbuffels, vond Imai verschillen met de andere soorten uit het geslacht Isotricha. Zo ontbreken de cilia (trilharen) op het achterste deel van O. bubali. De gemiddelde grootte van O. bubali is 14 bij 20 µm